# 브레라 미술관
브레라 미술관(이탈리아어: Pinacoteca di Brera)는 이탈리아 밀라노의 브레라궁에 위치한 미술관으로, 13세기부터 20세기까지 이탈리아 회화의 정수를 보여주는 소장품들을 전시하고 있다.
브레라궁에 소재한 브레라 아카데미의 문화사업의 일환으로 운영되고 있는 기관으로, 브레라 도서관, 브레라 천문대, 브레라 식물원도 함께 운영되고 있다. 천문대의 경우 이탈리아 천문학자 조반니 스키아파렐리가 40년간 연구했던 곳이기도 하다.

## 역사

### 브레라 아카데미의 창설

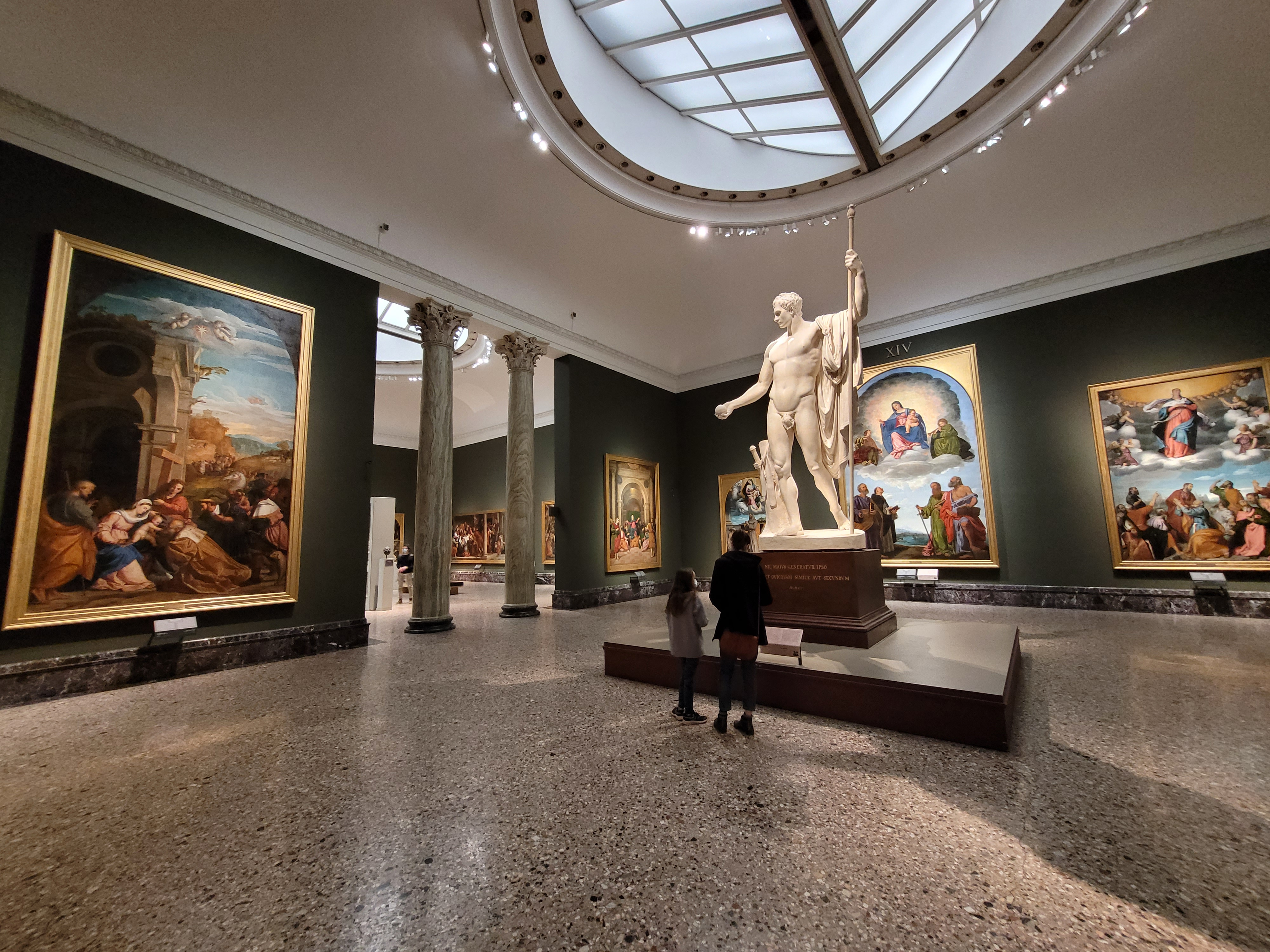
내부 전시실

미술관이 소재한 브레라궁의 이름은 밀라노의 개활지를 가리키는 게르만어 지명인 '브라이다' (Braida)에서 유래하였다. 미술관 부지에는 원래 수도원이 있었으며 1572년 예수회 소속으로 넘어간 뒤 1627년 프란체스코 마리아 리치니가  증축 공사를 하였다. 1773년 예수회 해산 후에도 브레라궁에는 예수회가 설립한 천문대와 브라이덴세 국립도서관 (현 브레라 도서관)이 자리를 잡았으며, 1774년에는 식물원이 신설되어 식물표본관을 조성하였다.
1776년 건축과 조각, 미술에 대한 고등교육을 전문으로 하는 브레라 아카데미가 정식으로 설립되고, 초대 학장으로 주세페 파리니가 취임하였다. 브레라궁은 아카데미의 교수로 임명된 건축가 주세페 피에르마리니의 설계로 확장공사를 거쳤다. 피에르마리니 교수는 20년간 브레라 아카데미의 교수직을 역임하면서 1787년 밀라노 공원, 1780년 폰타나 광장 등 밀라노시의 도시계획 감독도 겸임하였다.
브레라 아카데미는 고전시대 이후의 조각 작품을 수집 전시하였는데, 이는 학생들에게 신고전주의를 가르치는 데 필수적이었기 때문이다. 제2대 학장인 카를로 비앙코니 (Carlo Bianconi, 1778년~1802년)과 제3대 학장 주세페 보시 (Giuseppe Bossi, 1802년~1807년) 대에 이르러서는 나폴레옹 시대에 이탈리아 미술품의 소재가 재배치되는 가운데 적극 수집에 나섰다. 오늘날 브레라 미술관 최초의 소장품도 이 시기에 인수되었으며 라파엘로의 〈성모 마리아의 결혼〉이 대표 소장품이었다. 브레라 아카데미는 프랑스의 화가 자크루이 다비드, 피에트로 벤베누티, 빈첸초 카무치니, 안토니오 카노바, 베르텔 토르발센, 고고학자 엔니오 키리노 비스콘티 등의 예술과와 학자들을 영입하여 연구 범위를 확대해 나갔다.
1805년 주세페 보시 학장의 주도로 파리 살롱을 모델로 하는 연례 미술 전시회와 상금제를 운영하기 시작하였다. 이로써 밀라노는 19세기까지 이탈리아 동시대 회화의 문화수도로 각광받기 시작하였다. 브레라 아카데미의 예술위원회인 오르나토 위원회 (Commissione di Ornato)는 밀라노 일대 공공기념물 사업을 관할하기도 하였다. 낭만주의 시대에 이르러 아카데미 역사화가 주류에 이르면서 프란체스코 아예츠가 브레라 아카데미의 회화교육을 이끌었다. 주세페 비시의 영감을 받아 풍경화 역시 아카데미 장르로서 소개되었으며, 미술사를 가르치는 기관으로 나아가기 시작하였다.

### 미술관 설립과 확장
1809년 8월 15일 나폴레옹 황제의 생일을 맞이하여 아카데미 부속 '왕립미술관' (Reale Pinacoteca)이 개관하였다. 나폴레옹 양식의 전시홀 4개와 독립전시관을 갖춘 이 미술관은 3개 전시홀을 할애하여 회화 소장품을 전시하였으며, 벨리니, 만테냐, 카르파초, 티치아노, 베로네세, 틴토레토의 대표작이 수집 전시되었다.
1882년 브레라 회화미술관이 아카데미에서 분리되어 정식으로 미술관이 되었으며 주세페 베르티니가 초대 관장으로 임명되었다. 베르티니의 뒤를 이어 1898년 2대 관장으로 취임한 코라도 리치는 1903년까지 사진도서관을 설립하고 화파와 시대별 구분에 따라 미술관 소장품들을 정리해 나갔다.
1903년 브레라 미술관은 신설 전시관 19곳을 개관하여 비스콘티 파니가롤라 가문의 브라만테 프레스코화 등 신소장품 100여 점을 전시하기 시작하였다. 1934년~1939년 미술관장으로 재임한 이탈리아 미술사학자이자 비평가 안토니오 모라시는 19세기 회화 작품을 중점적으로 수집하였으며, 하예츠의 회화를 중심으로 새 전시회를 주최하였다. 또한 레나토 구투소의 알베르토 모라비아의 초상화나 마리오 마파이의 모델리 넬로 스투디오를 비롯한 20세기 근대회화를 수집하며 소장품의 폭을 넓혔다.
2024년 브레라 아카데미의 1970년대~1980년대 기증작으로 확대된 현대미술 컬렉션을 전시하는 브레라 현대미술관이 치테리오궁에 개관하였다. 이는 치테리오궁, 브레라 미술관, 브라이덴세 도서관을 통합하는 '그란데 프레라' (Grande Brera) 프로젝트의 일환으로 진행된 것이다.

## 대표 소장품

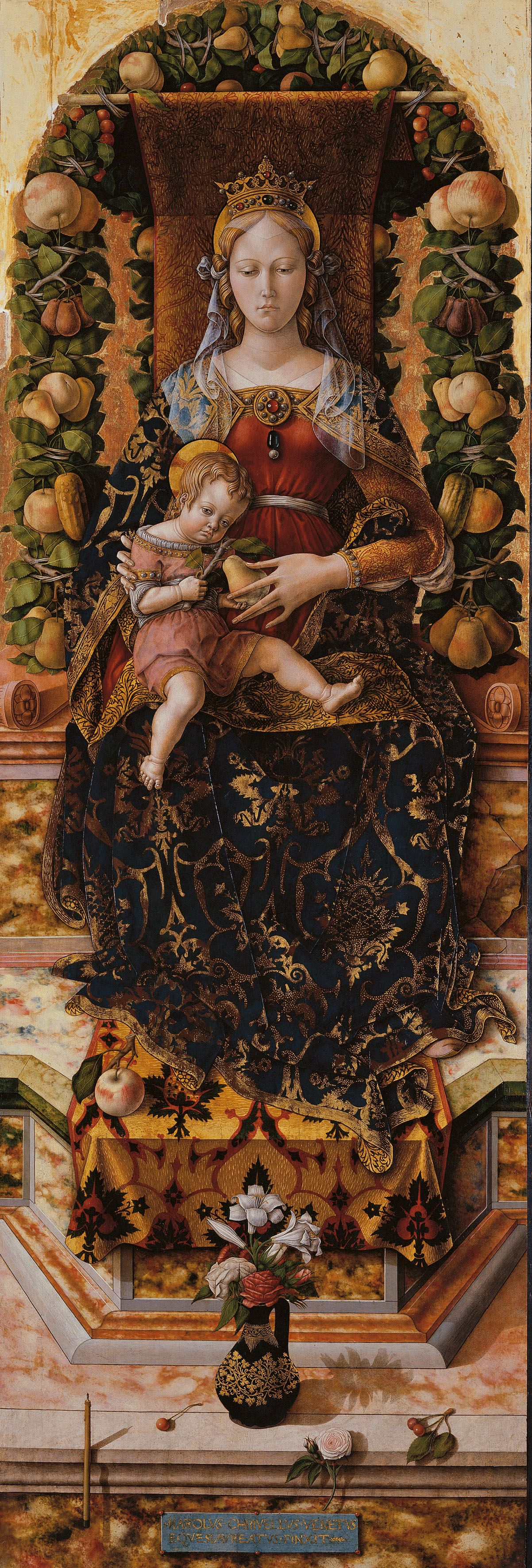
카를로 크리벨리의 〈마돈나 델라 칸델레타〉(1490년경)
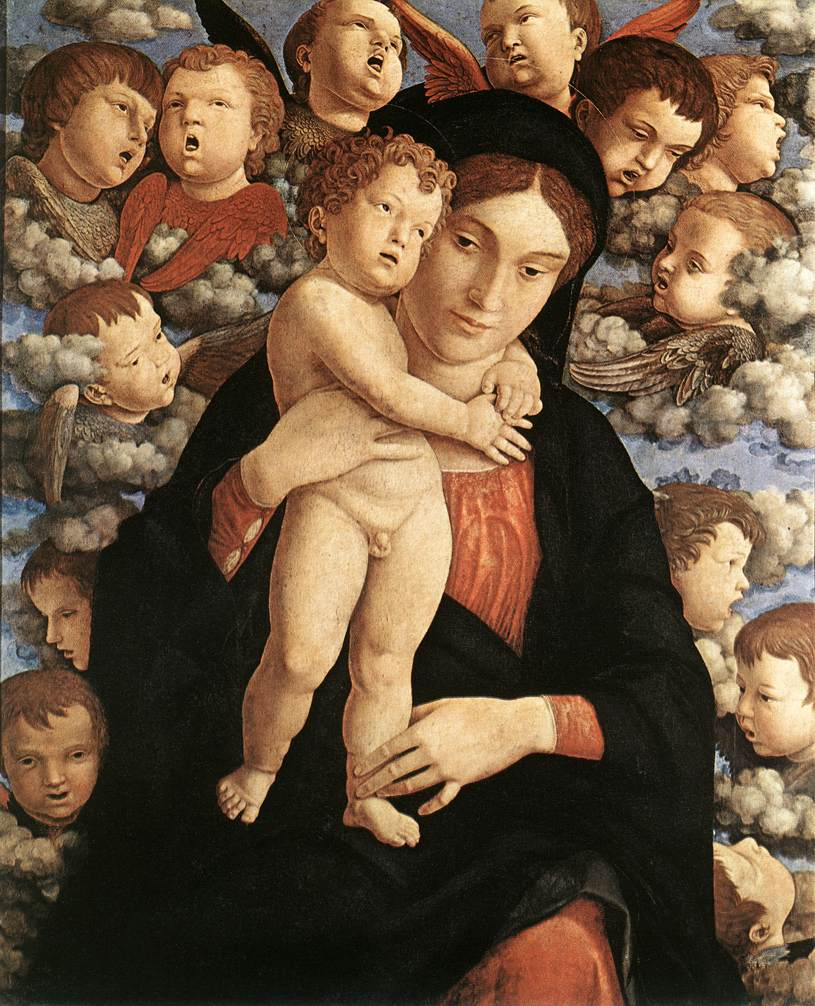
안드레아 만테냐의 〈케루빔의 성모〉(1485년경)
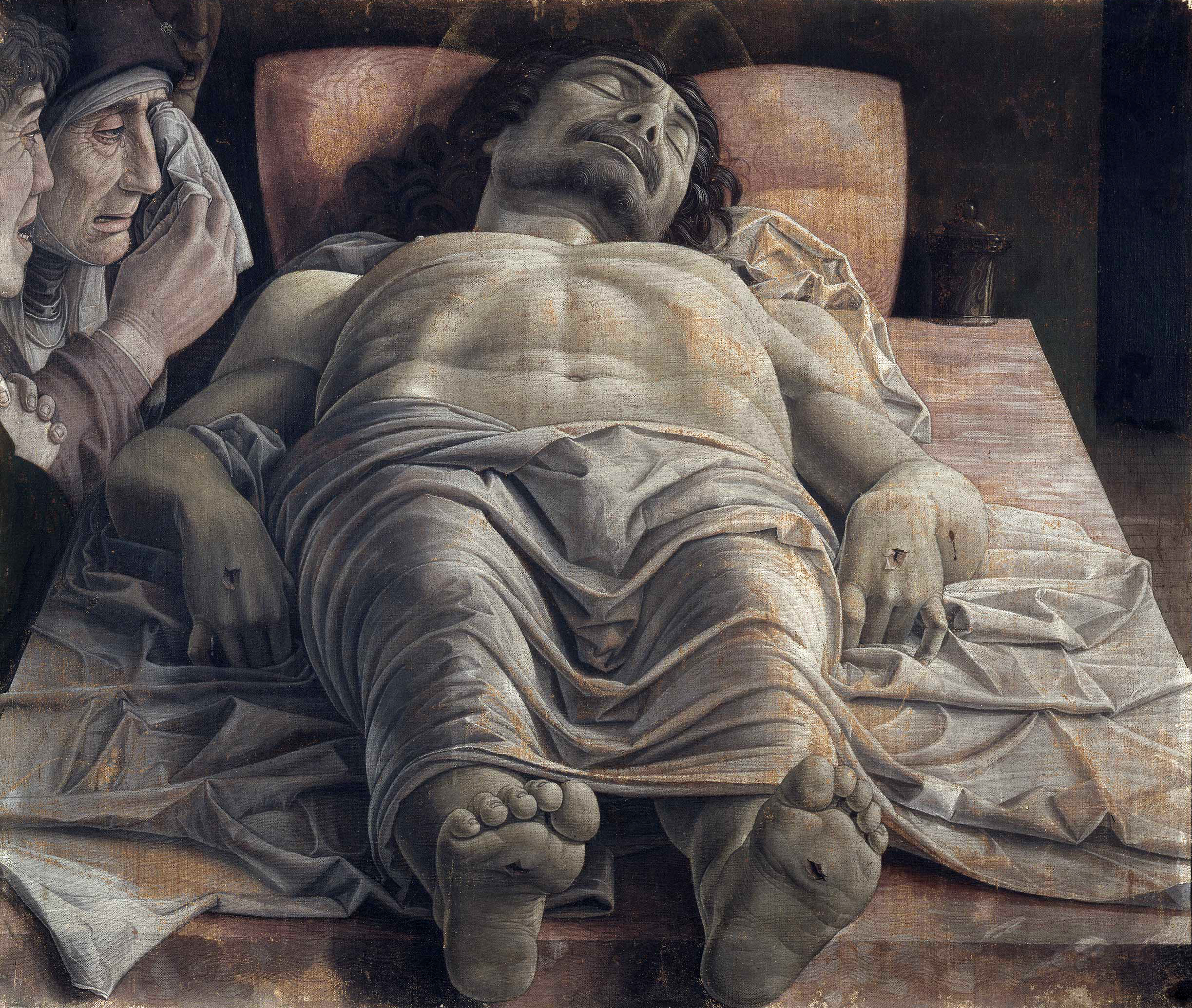
안드레아 만테냐의 〈그리스도에 대한 애도〉(1480년경)
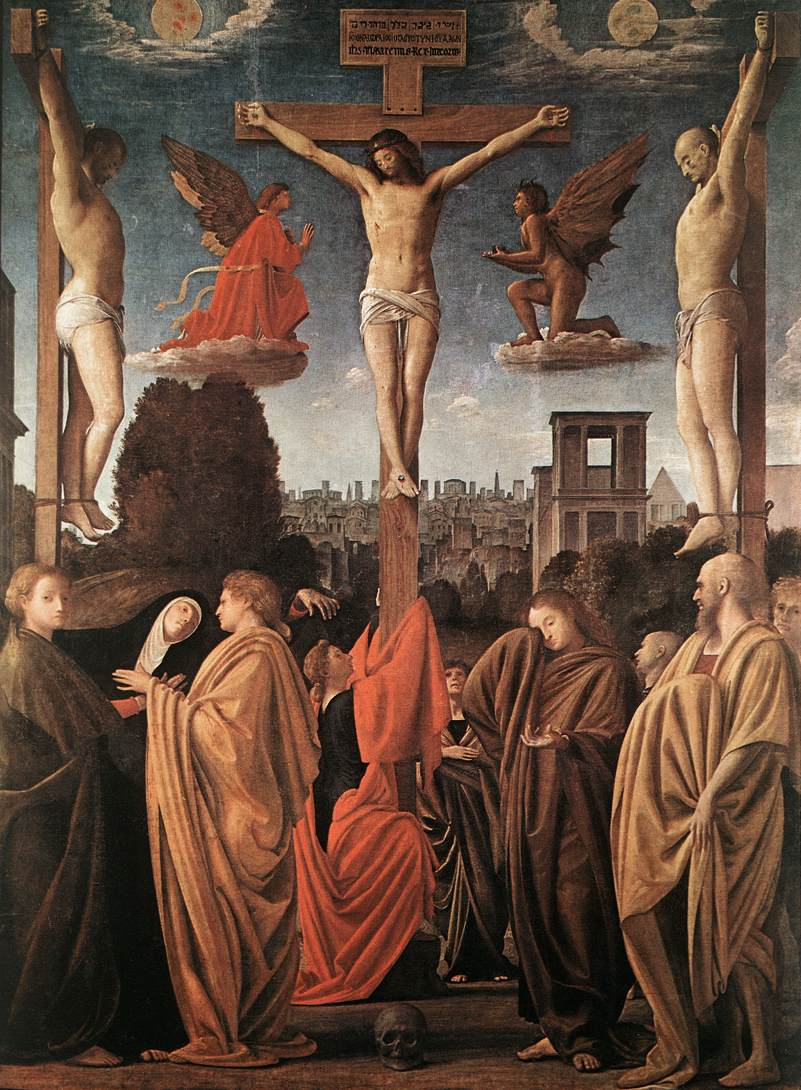
브라만티노의 〈십자가에 못 박힌 그리스도〉 (1515년경)
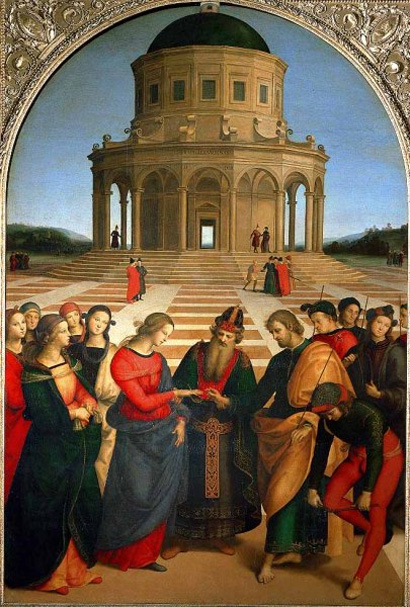
라파엘로의 〈성모 마리아의 결혼〉 (1504년경)
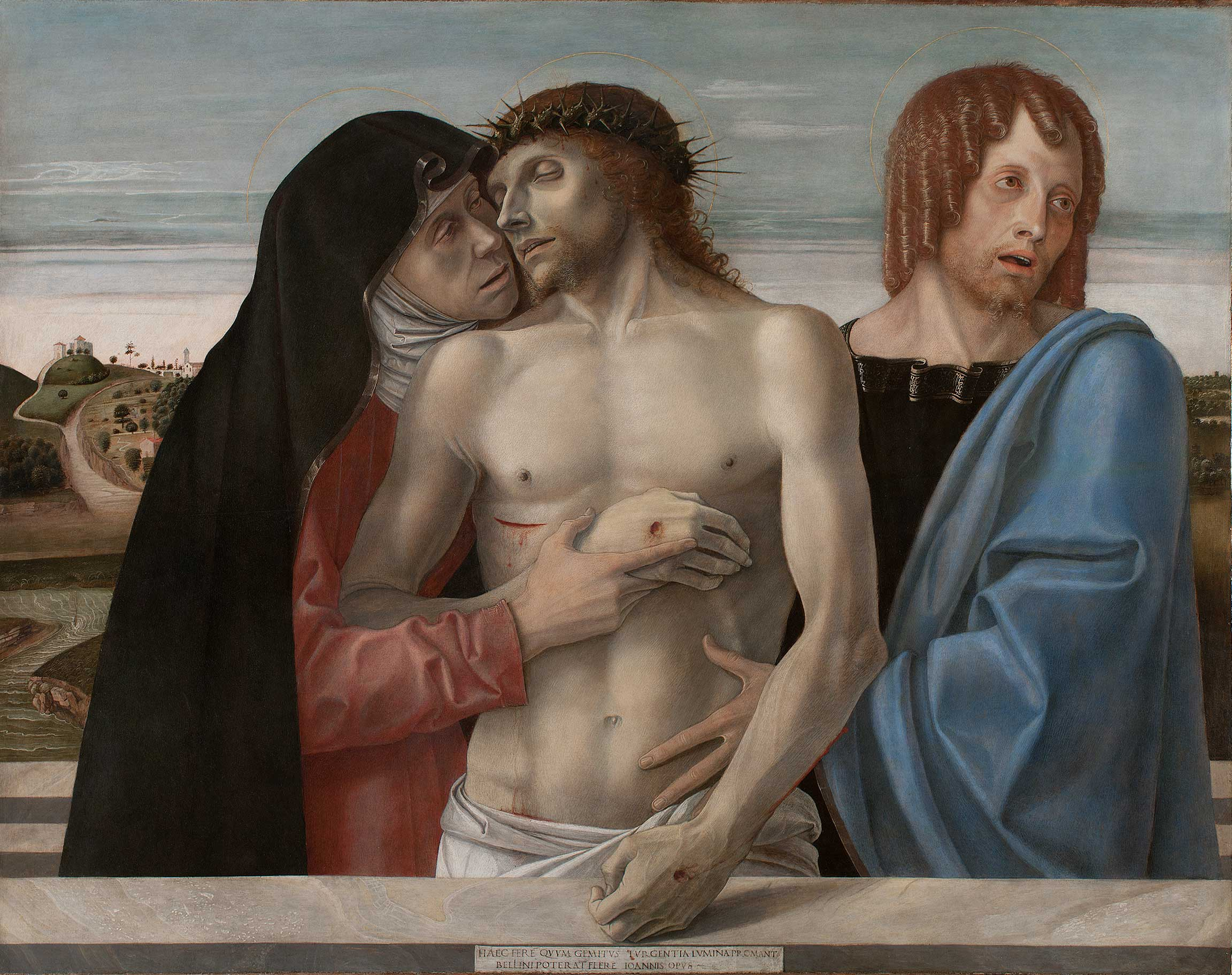
조반니 벨리니의 〈피에타〉 (1460년경)
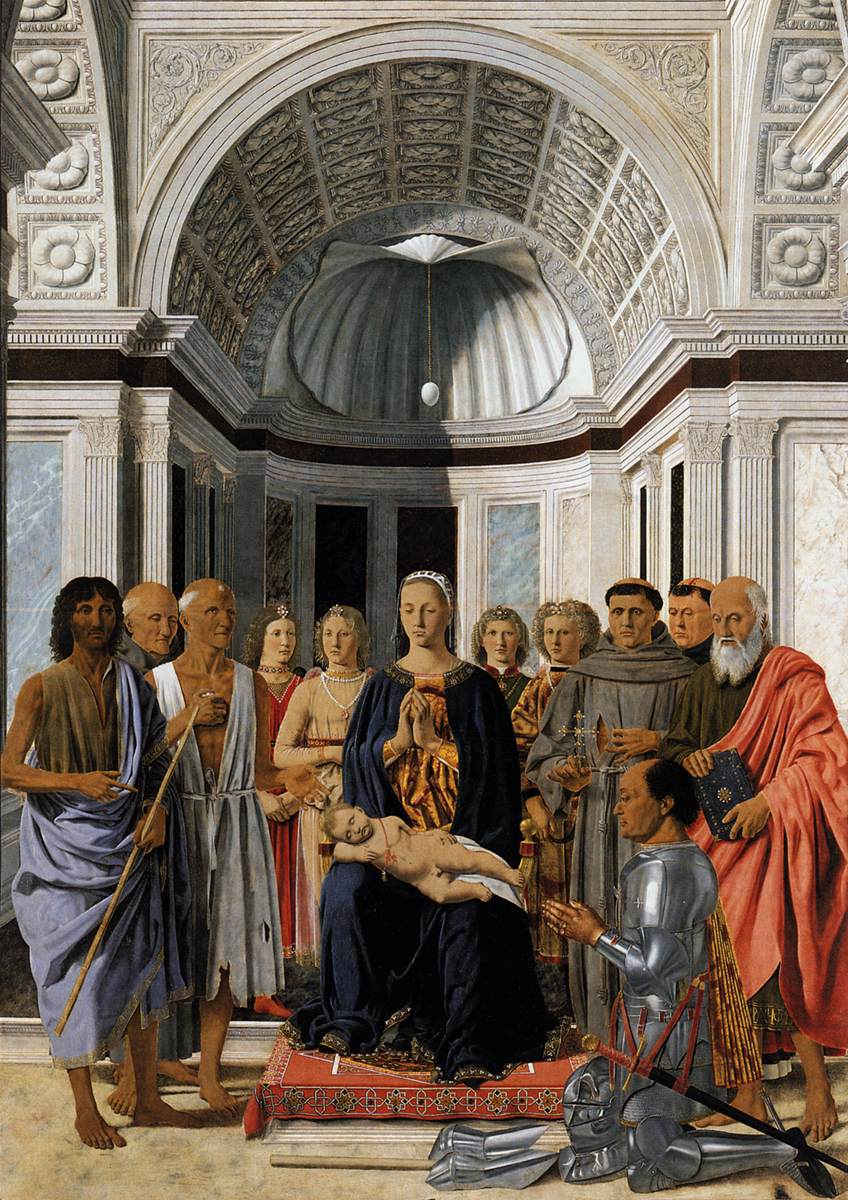
피에로 델라 프란체스카의 〈브레라의 성모〉(1472년~1474년경)
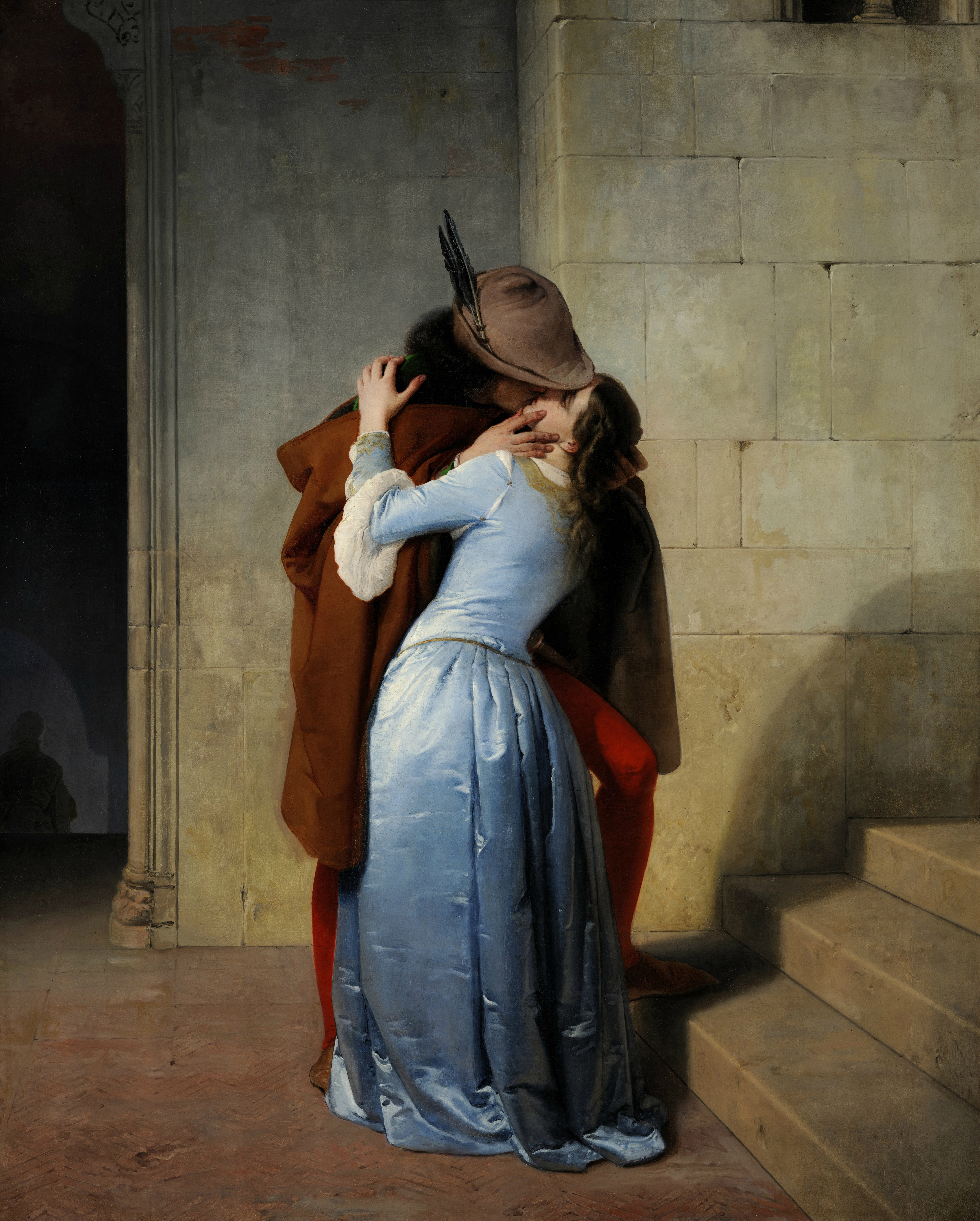
프란체스코 아예츠의 〈키스〉(1859년경)
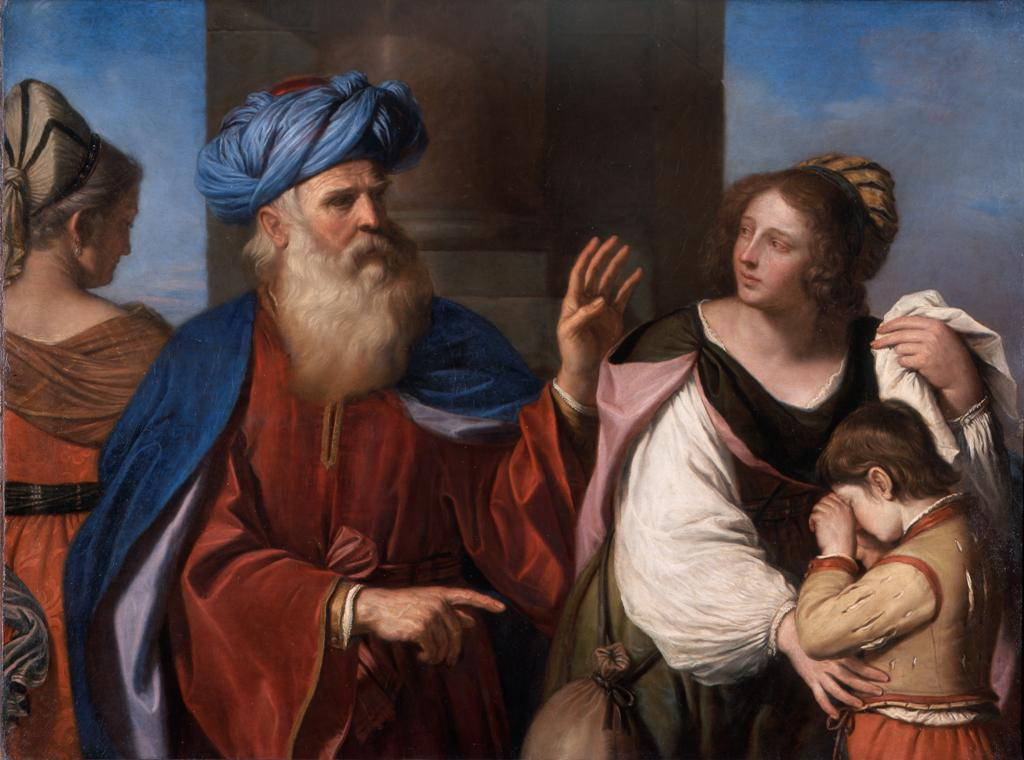
게르치노의 〈하가르와 이스마엘을 내쫓는 아브라함〉(1657년경)
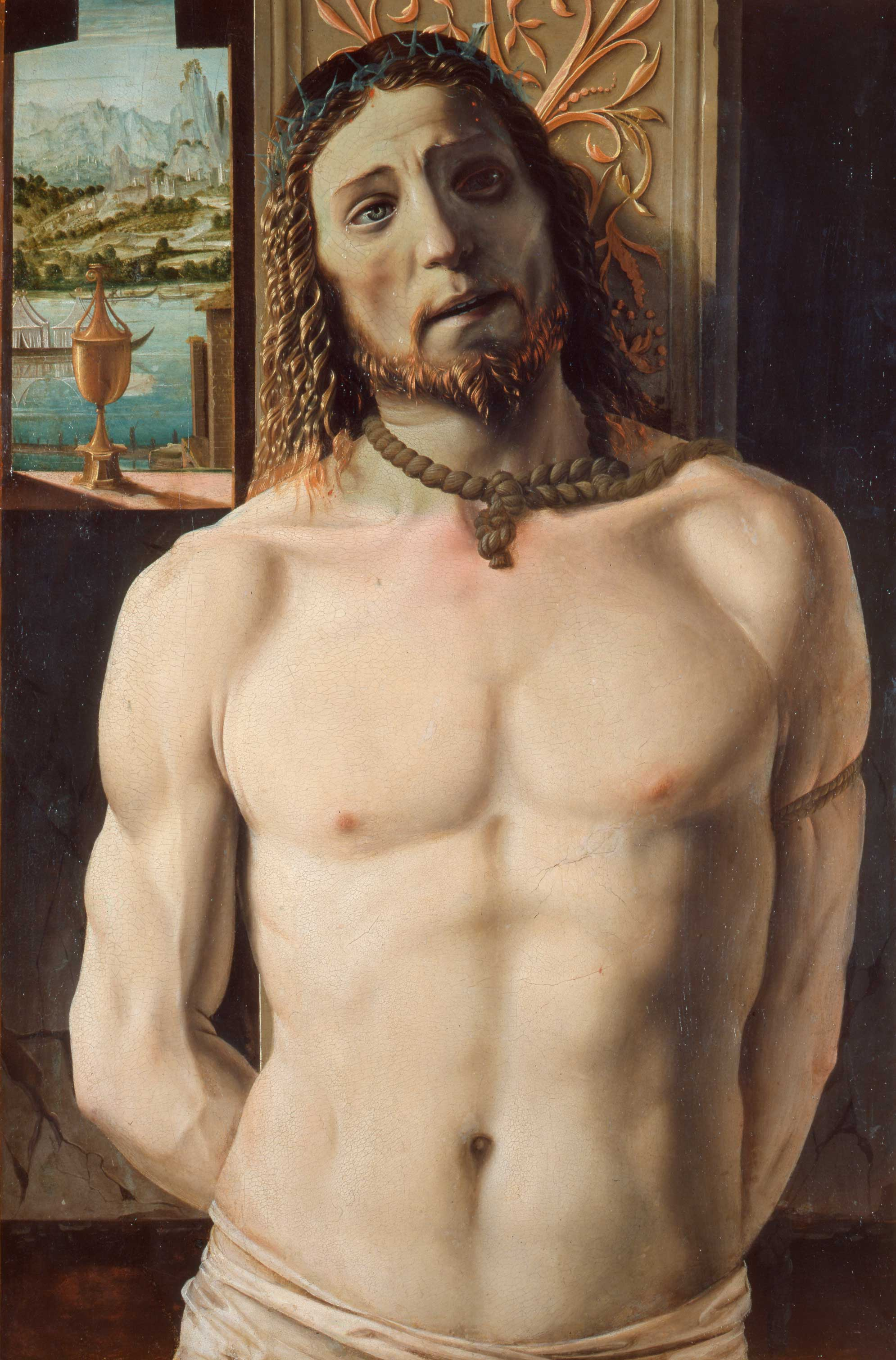
도나토 브라만테의 〈기둥에 묶인 그리스도〉(1490년경)
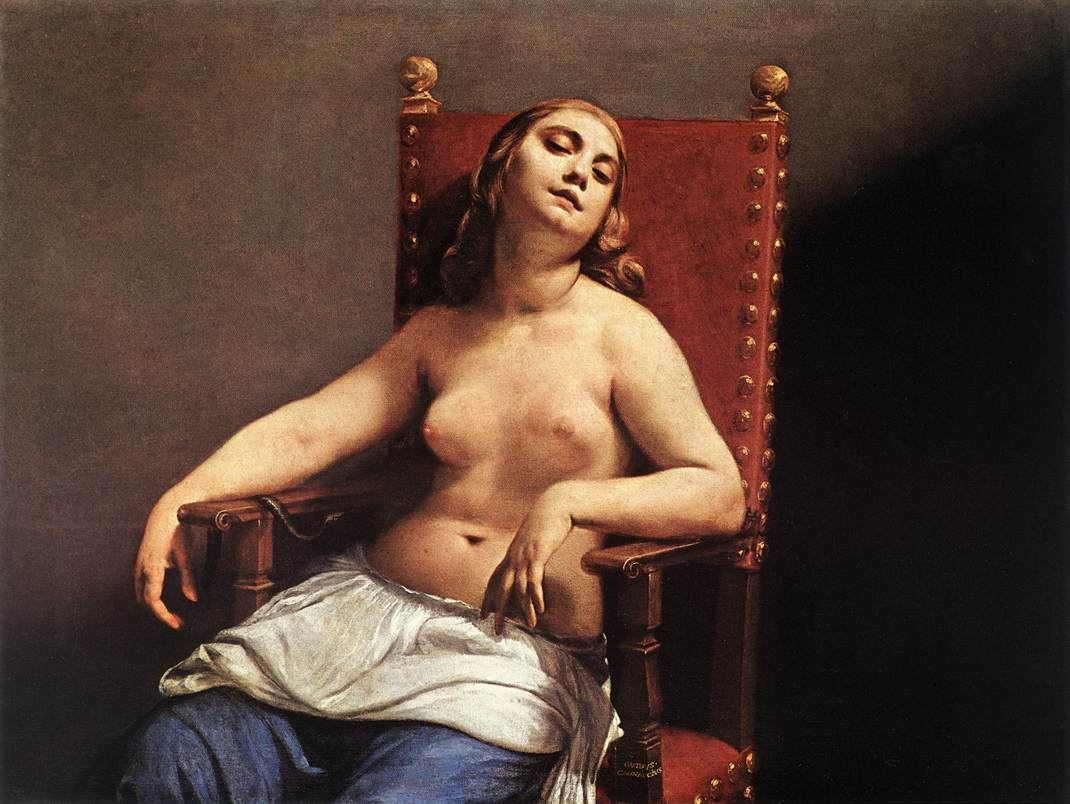
귀도 카냐치의 〈클레오파트라의 죽음〉
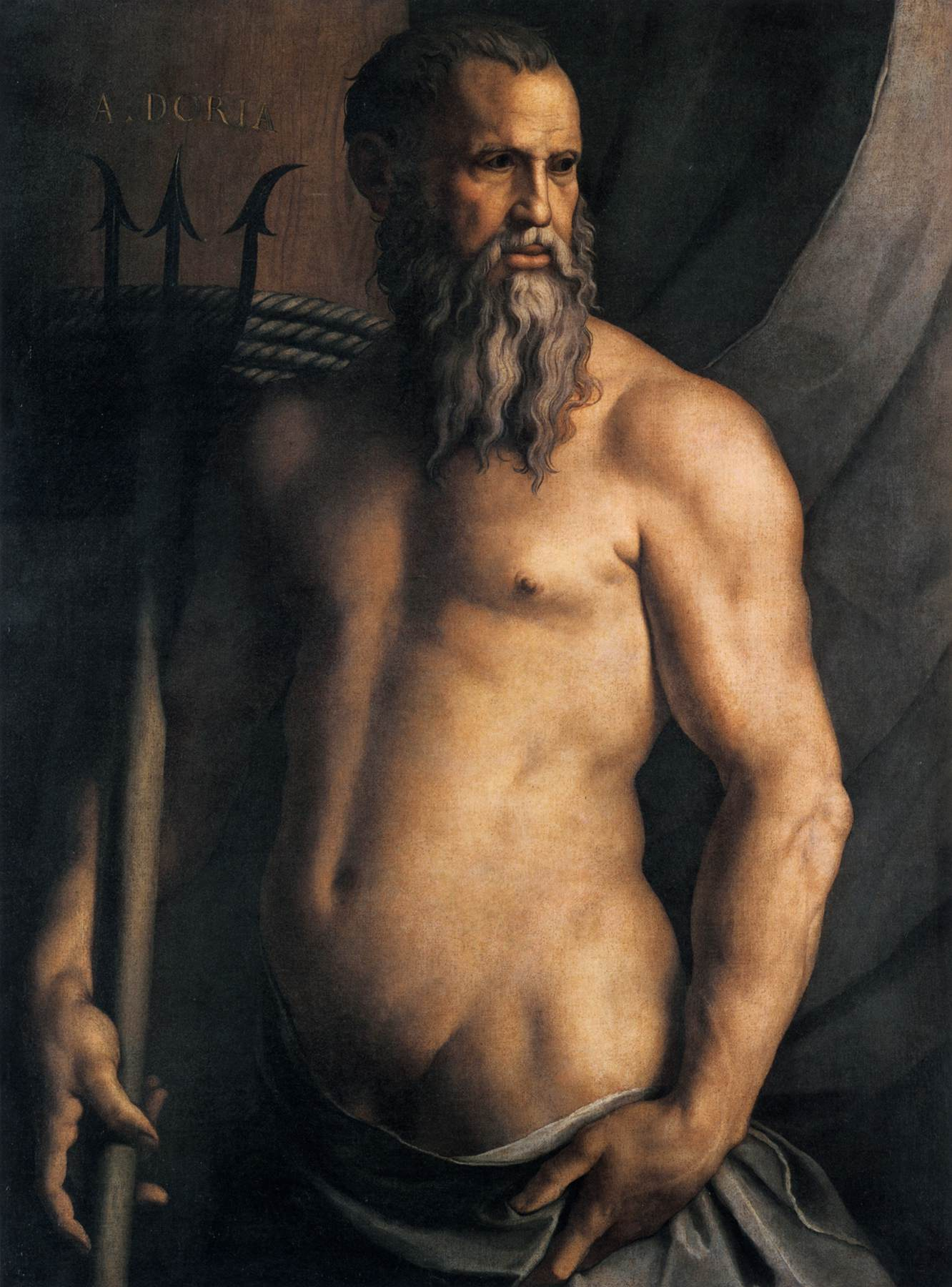
아뇰로 브론치노의 〈넵투누스의 모습을 한 안드레아 도리아〉(1550년~1555년경)
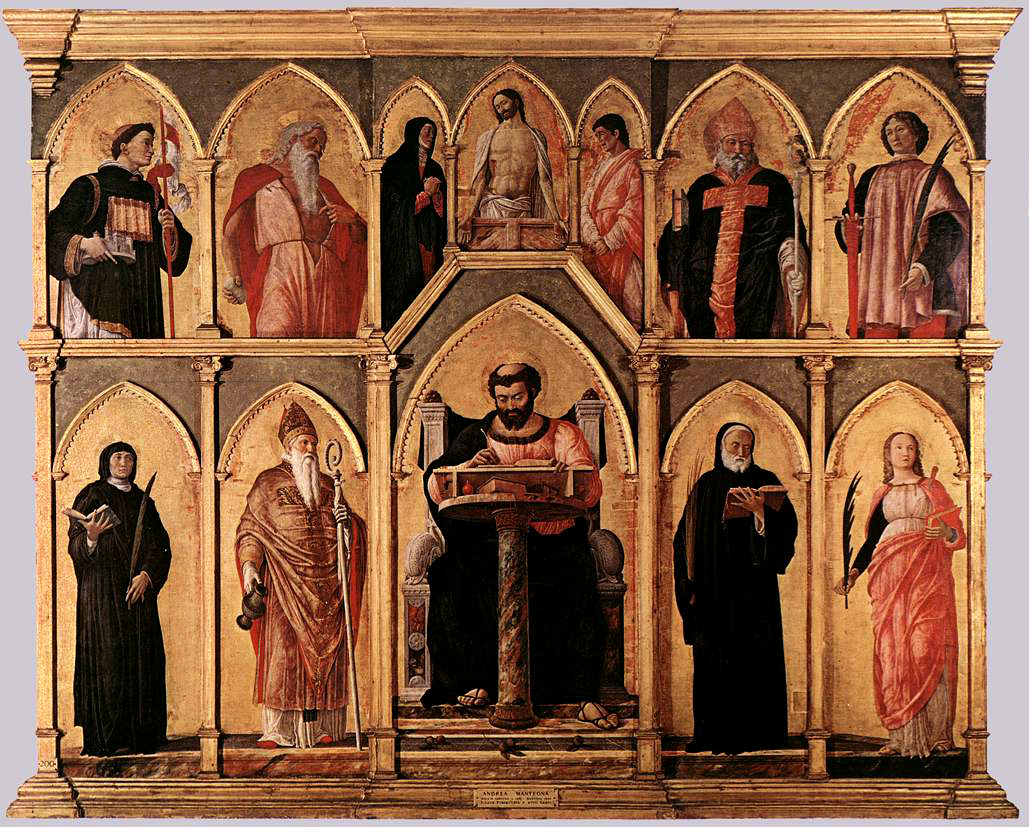
안드레아 만테냐의 〈산 루카 제단화〉 (1453년)
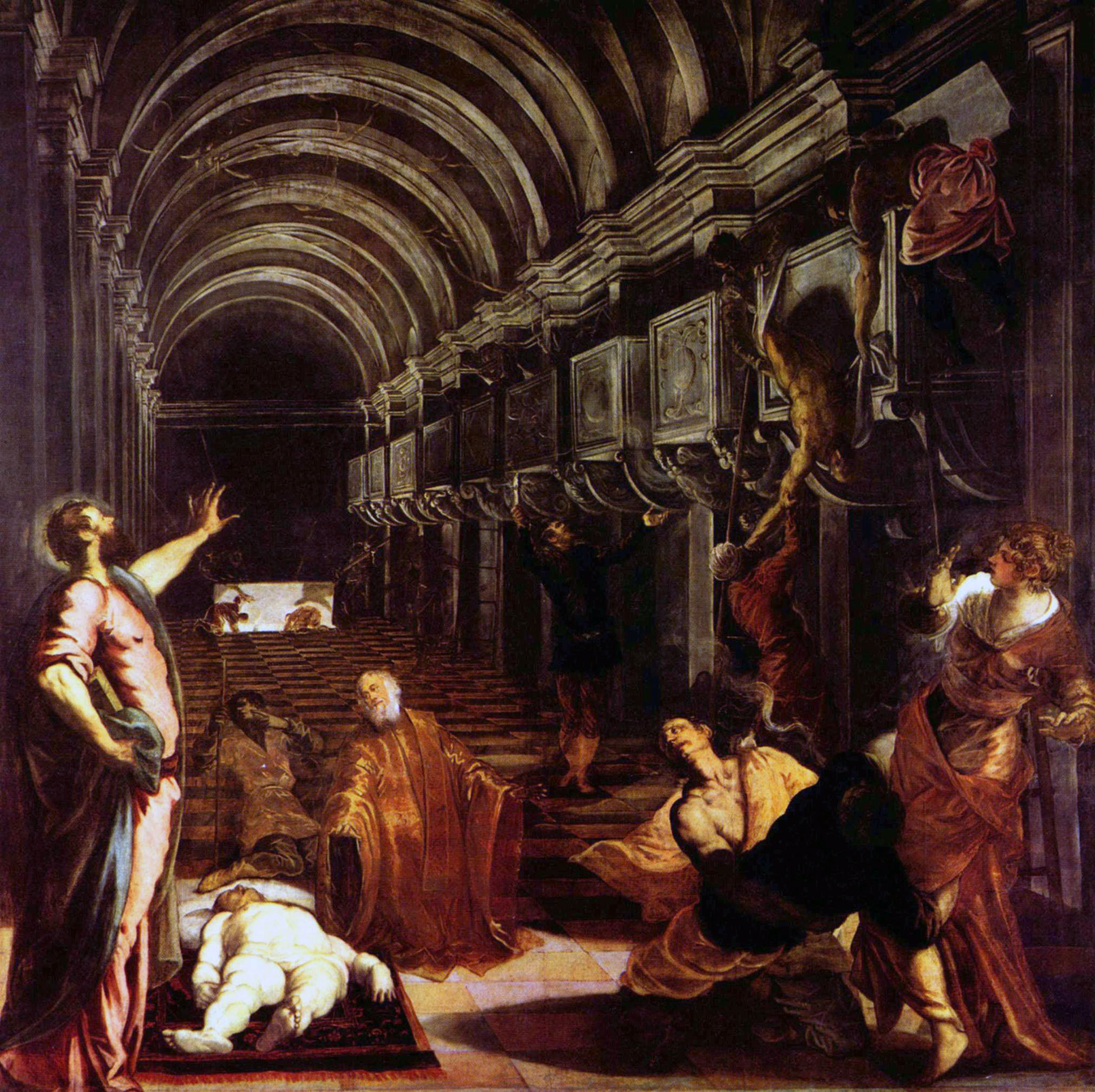
틴토레토의 〈성 마가의 유해 발견〉(1548년경)
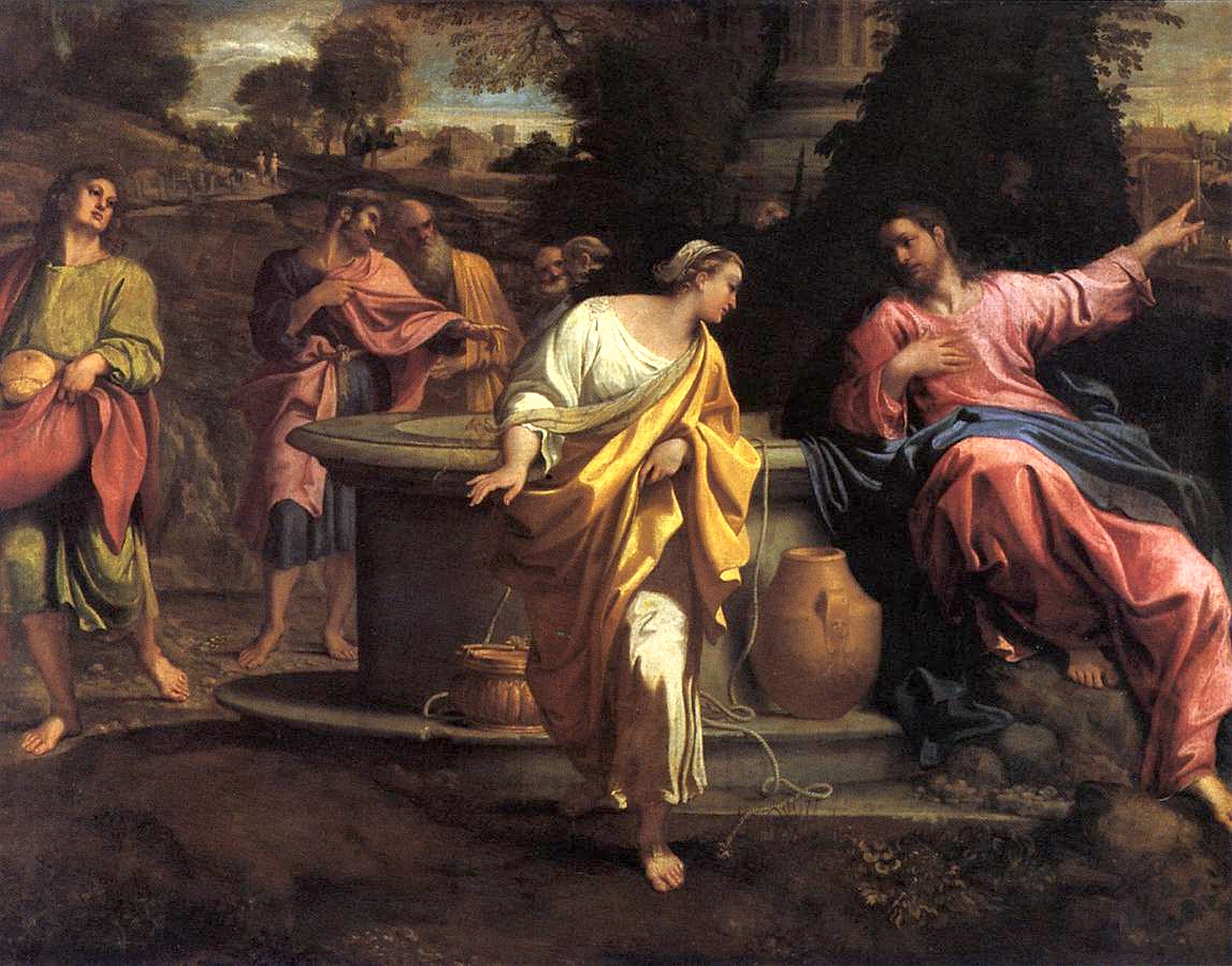
안니발레 카라치의 〈우물의 사마리아 여인〉
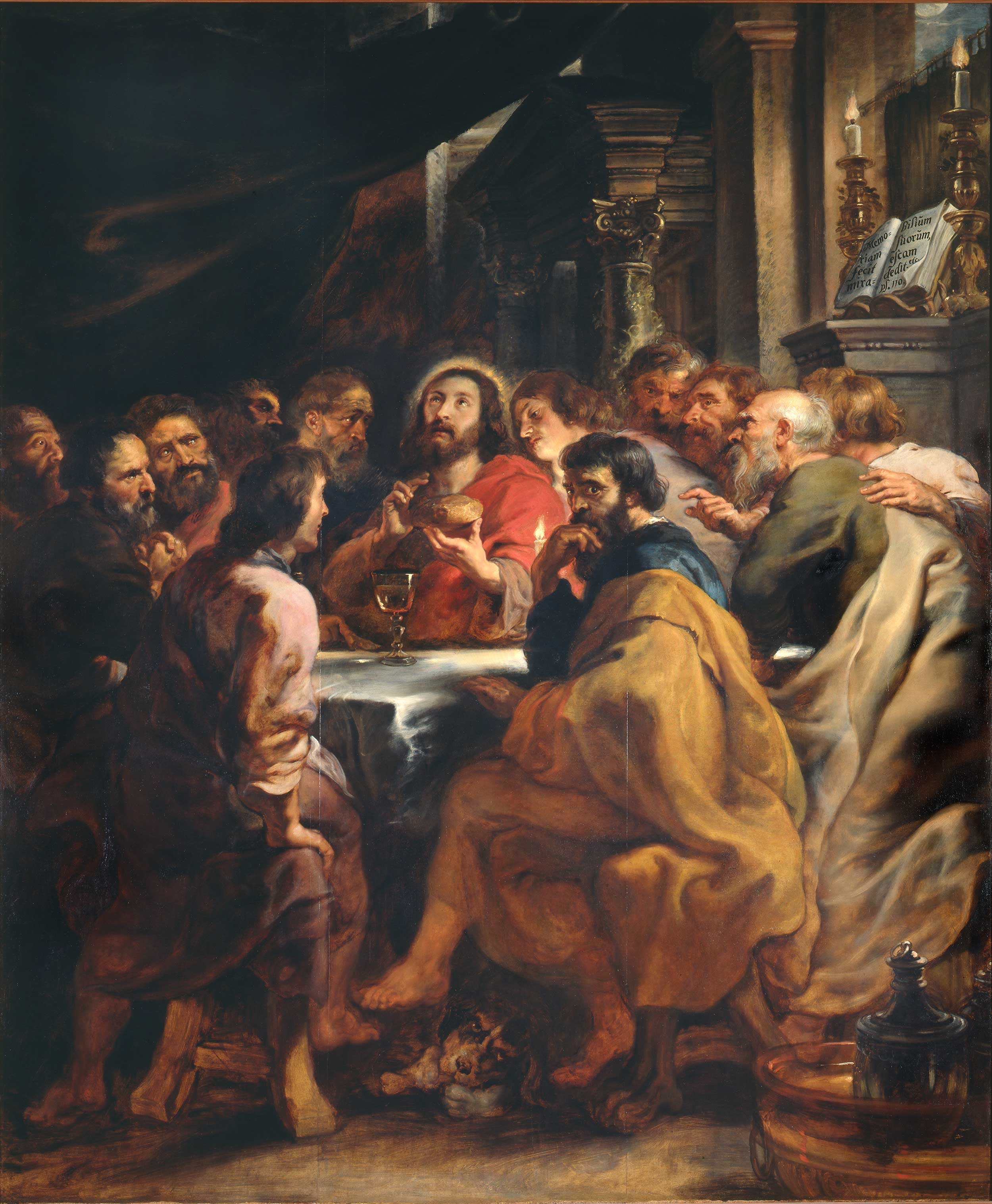
페테르 파울 루벤스의 〈최후의 만찬〉
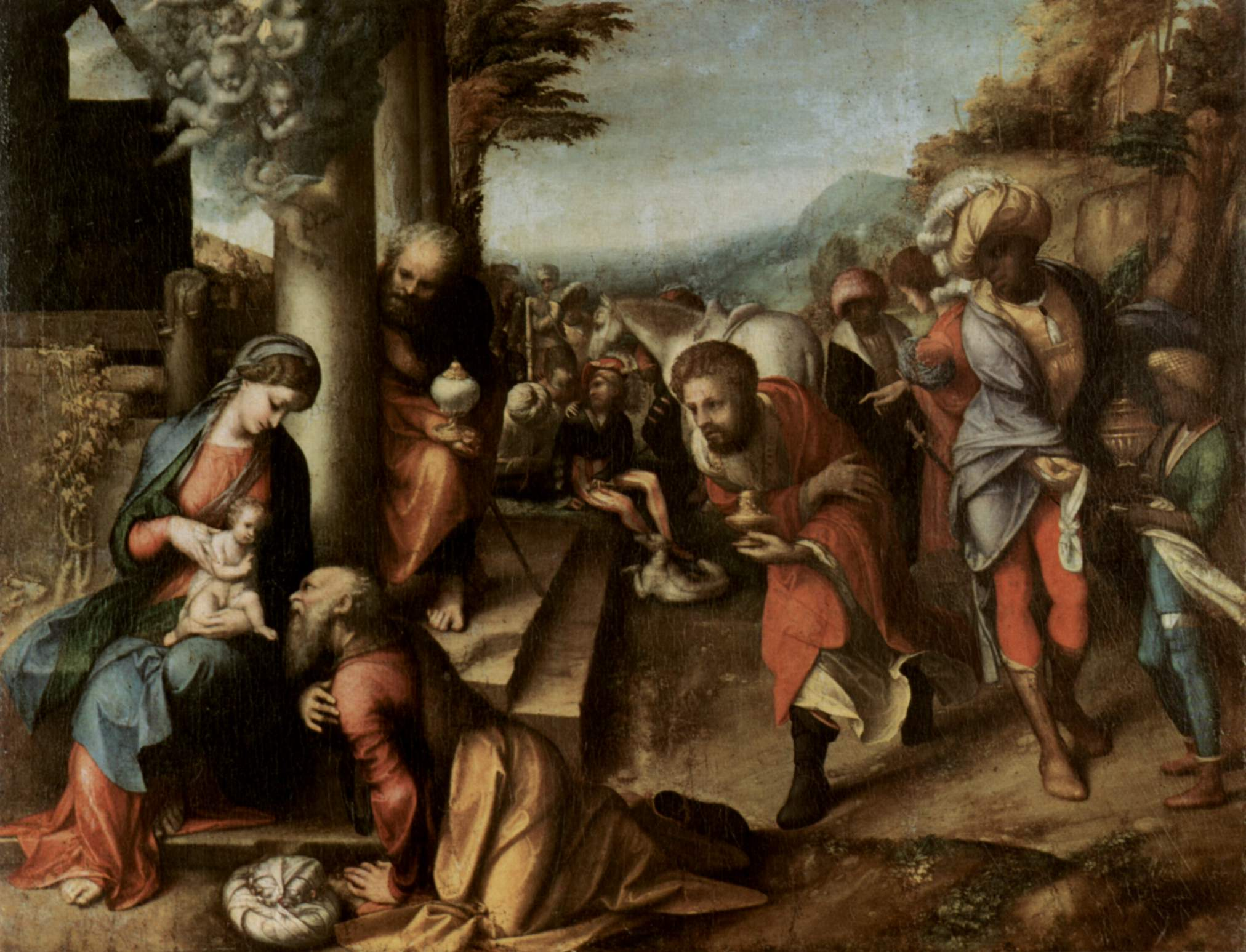
안토니오 다 코레조의 〈동방 박사의 경배〉(1518년경)
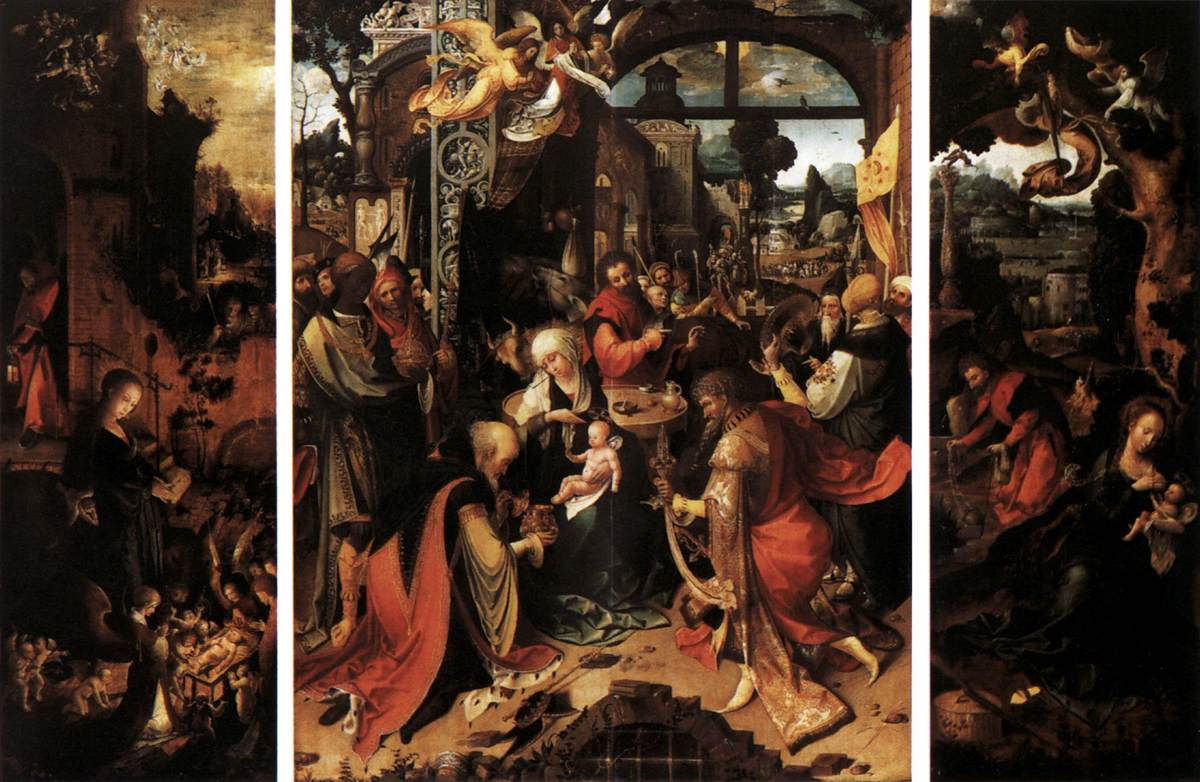
얀 더베이르의 〈브레라 삼단화〉(1515년경)
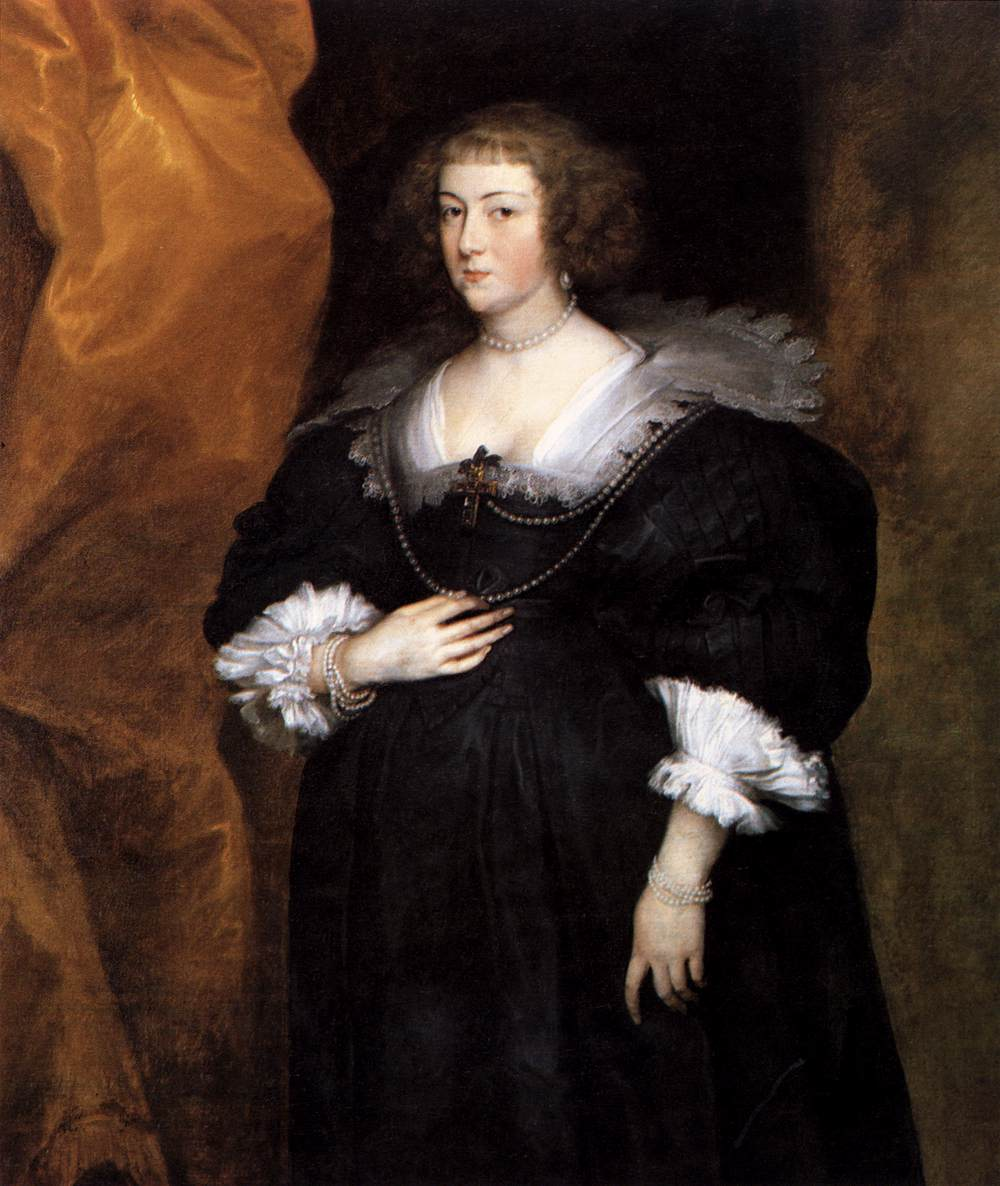
안토니 반 다이크의 〈여인의 초상〉 (1634년~1635년경)
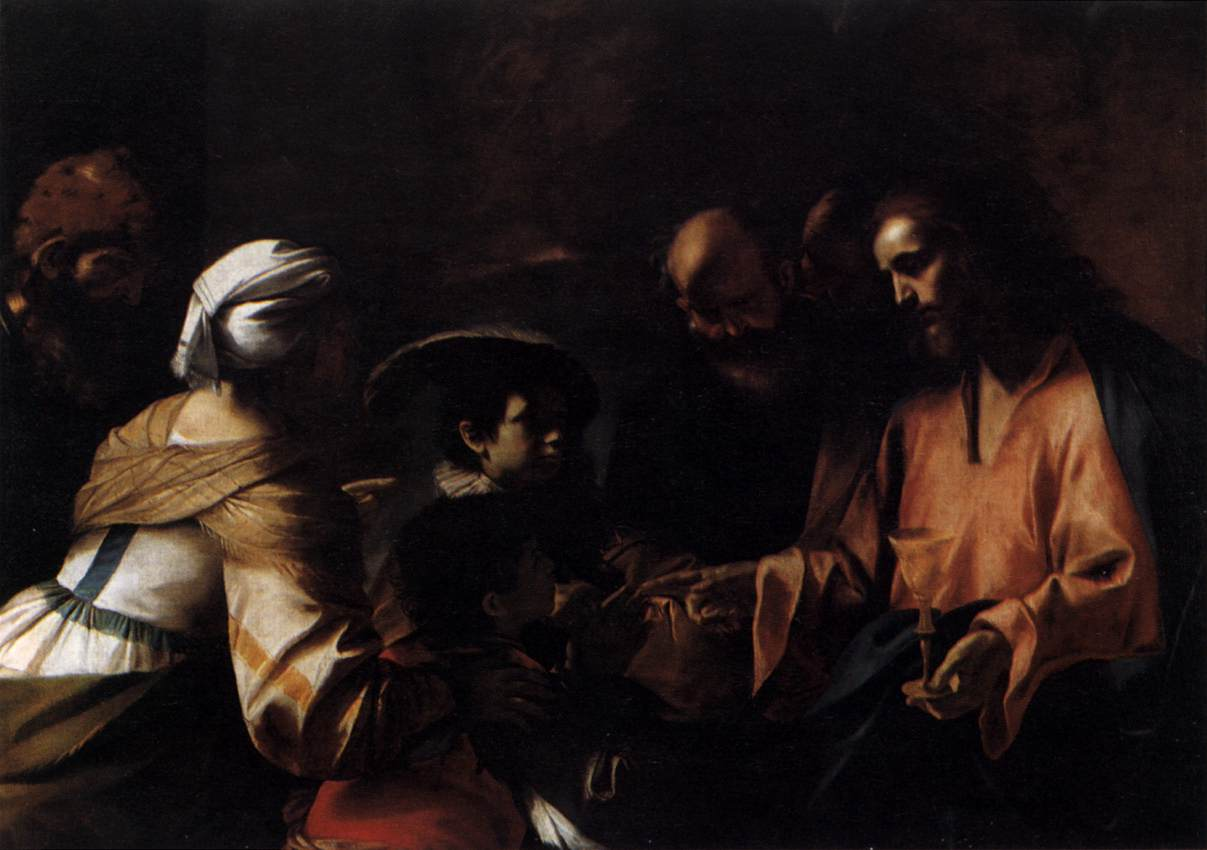
마티아 프레티의 〈아들들을 그리스도에 맡기는 어머니〉(1635년~1636년경)
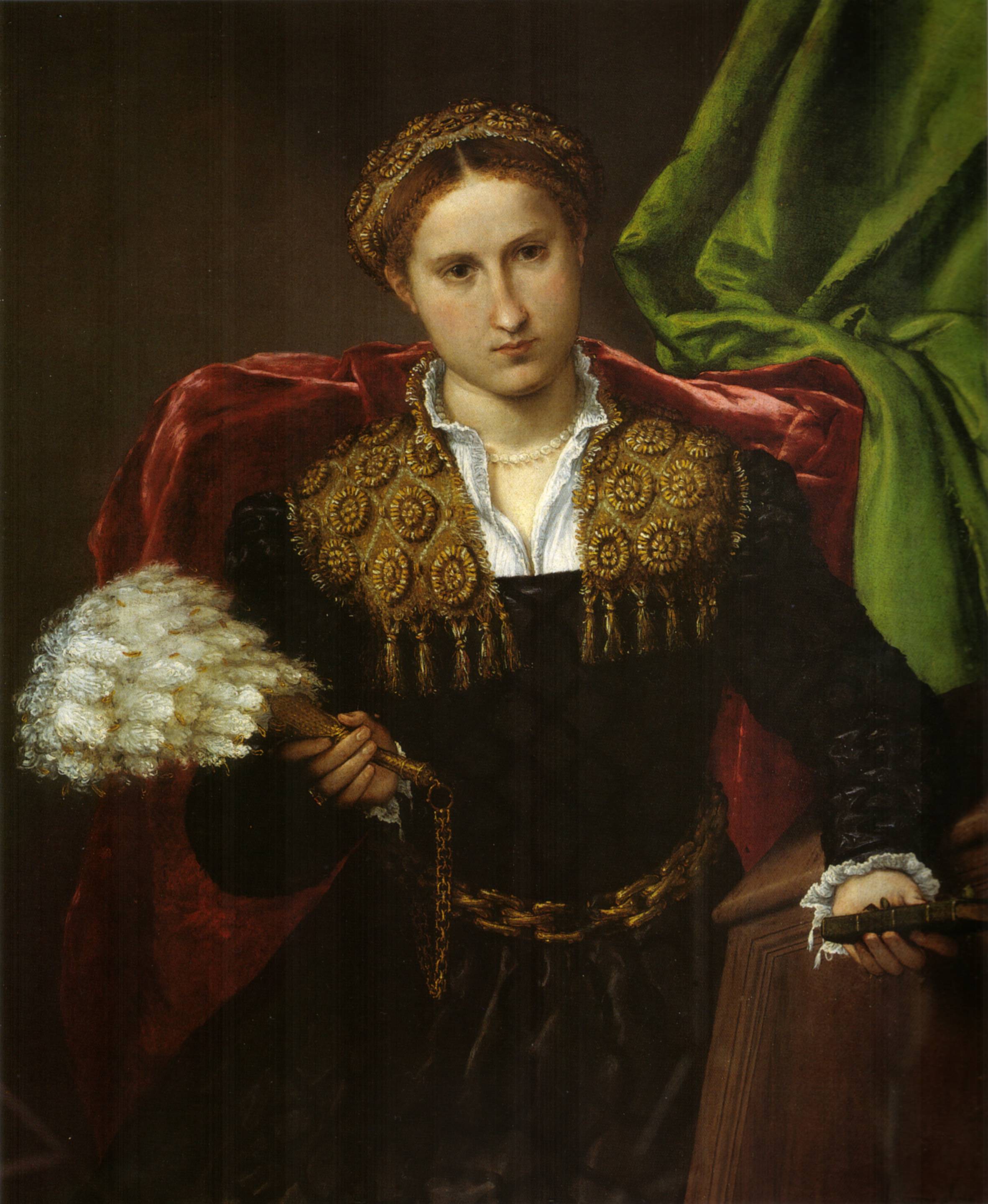
로렌초 로토의 〈라우라 다 폴라의 초상〉(1543년경)
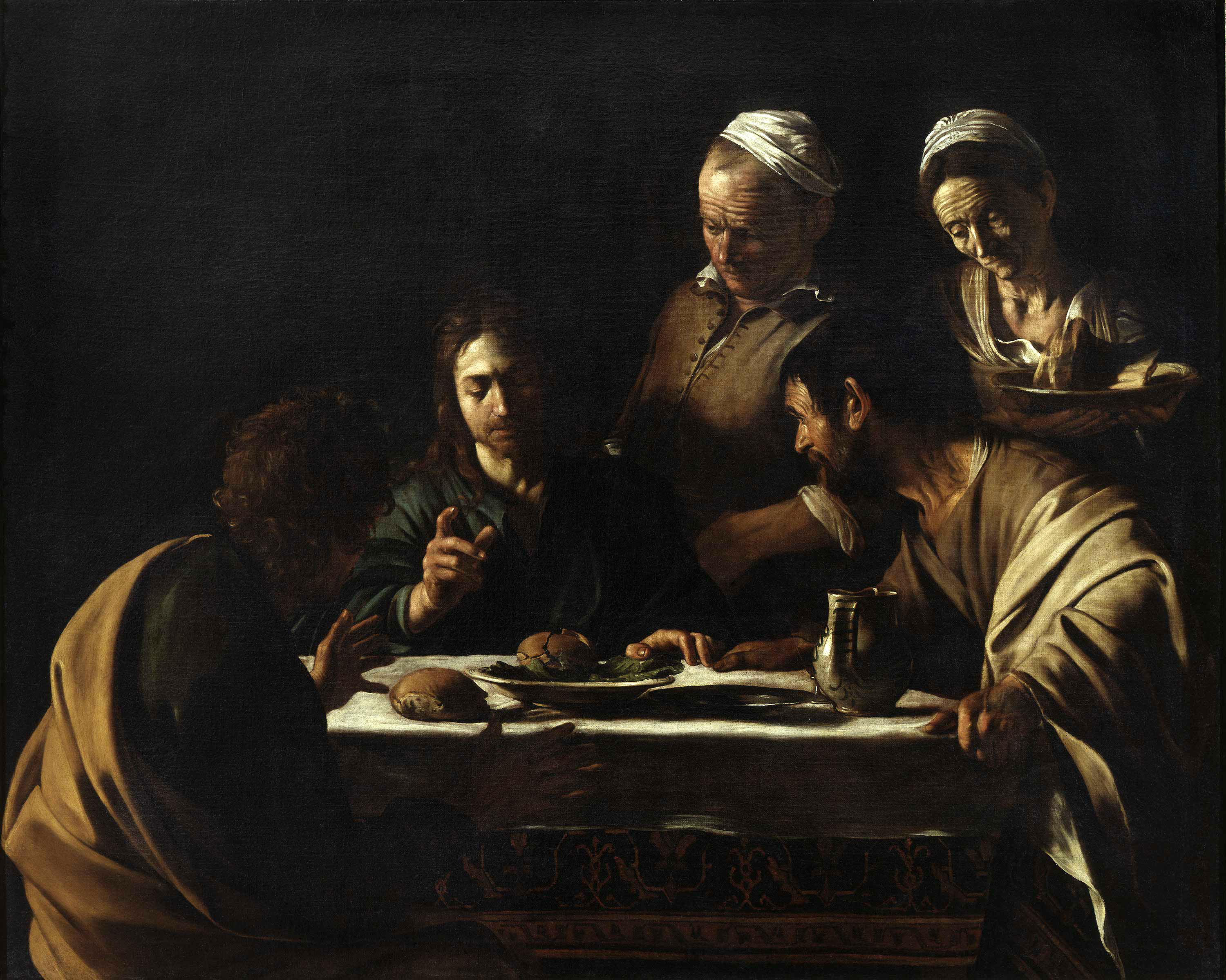
카라바조의 〈엠마오의 저녁식사〉(1606년)
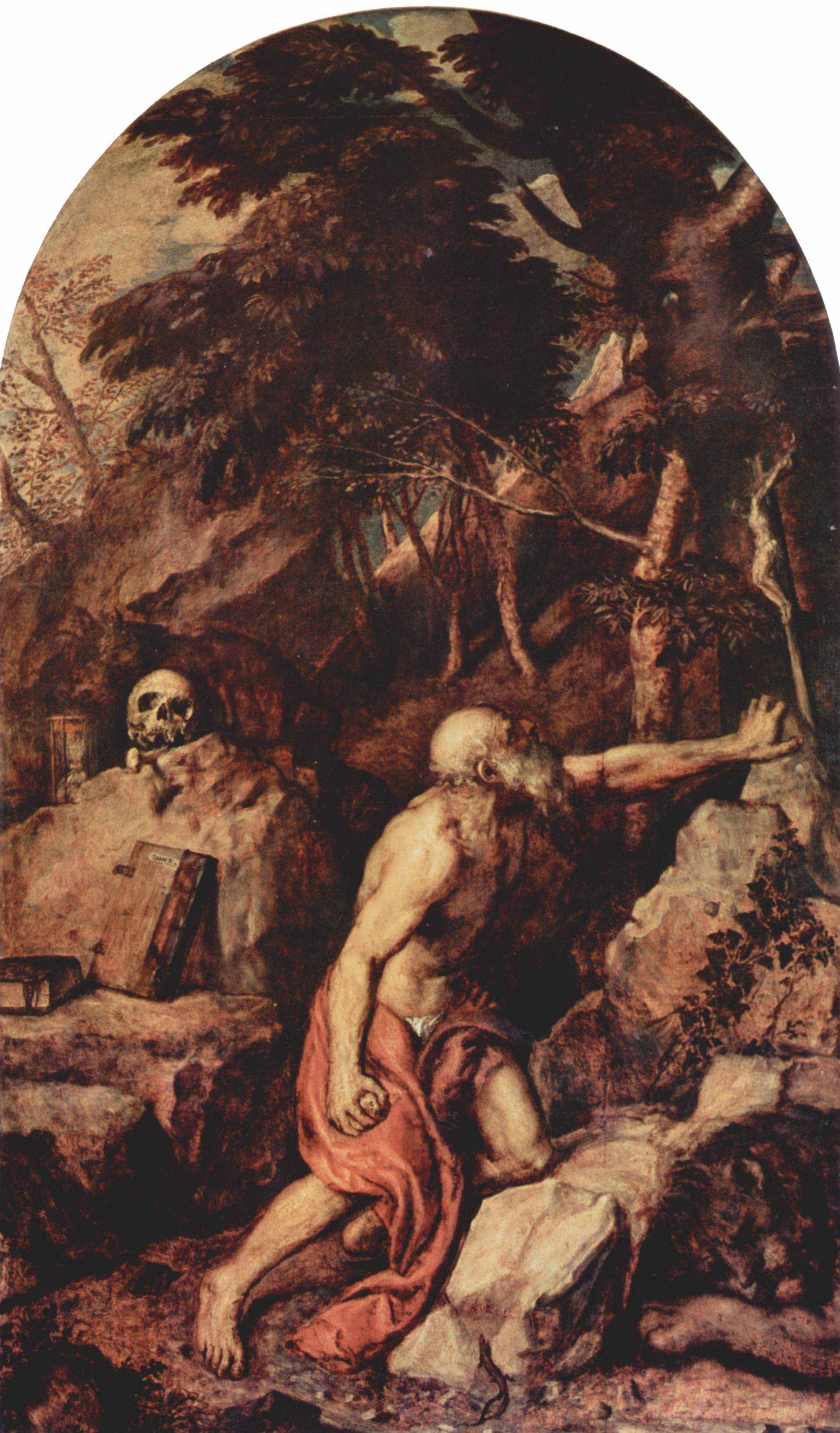
티치아노의 〈황야의 성 히에로니무스〉(1560년경)
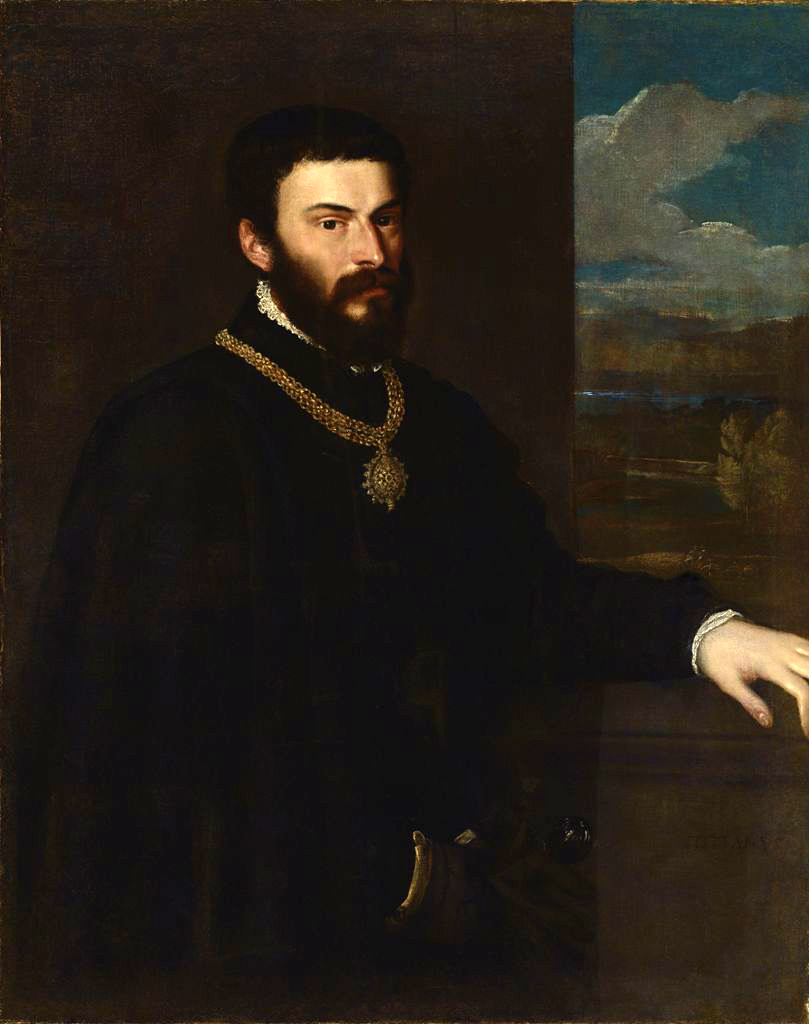
티치아노의〈안토니오 포르치아 작의 초상〉(1548년경)
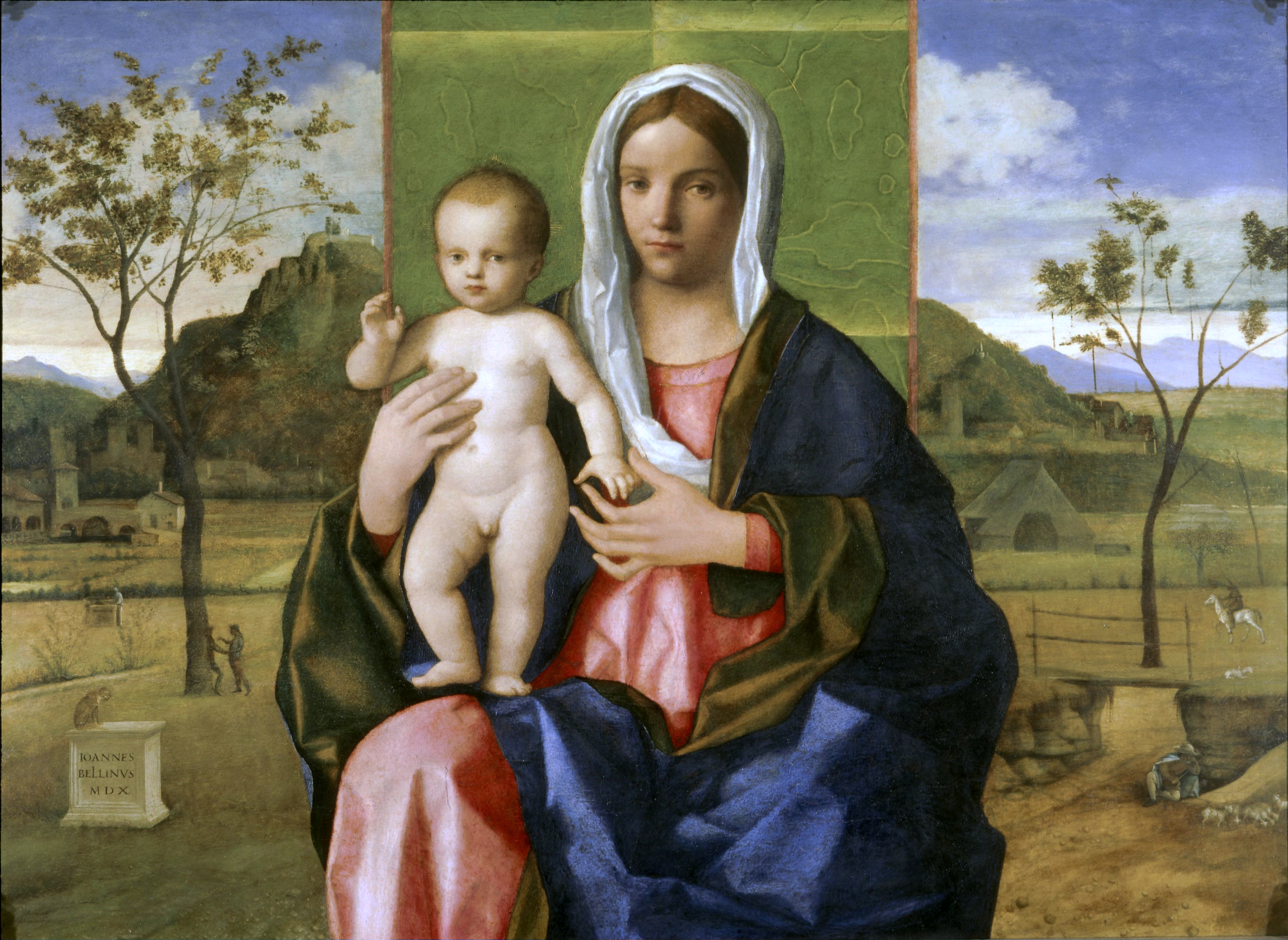
조반니 벨리니의 〈성모 마리아와 아기 예수의 축복〉(1510년경)
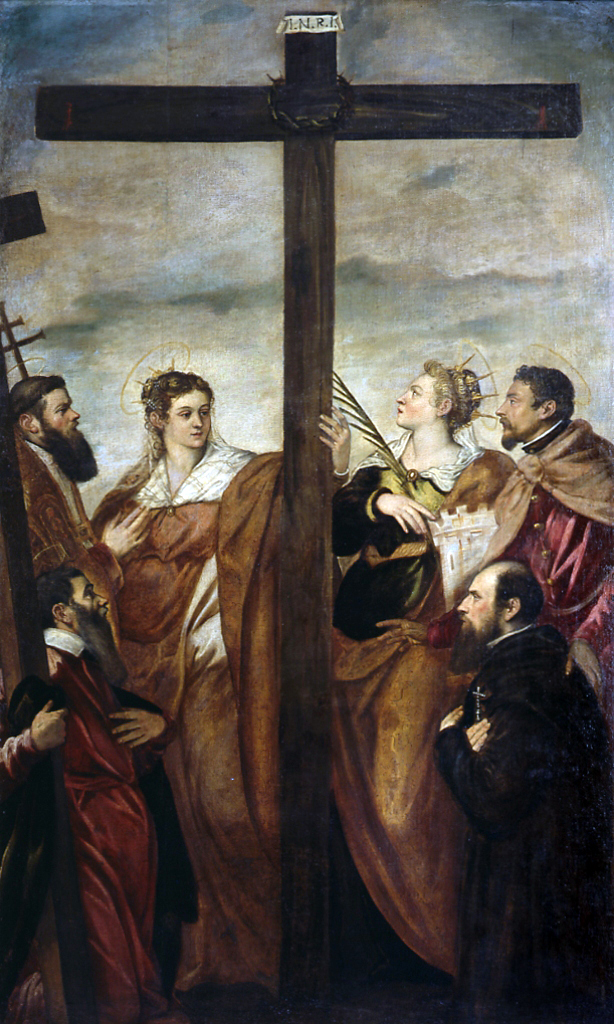
틴토레토의 〈십자가의 성 헬레나와 바바라〉

## 같이 보기
- 1891년 이탈리아 미술 3년전
- 브레라 미술관의 소장품 목록
- 브레라궁
- 브레라 아카데미
- 알도 카르피

## 관련 문헌
- [s.n.] (1823). Guida alle sale della pinacoteca e dei concorsi nell'I. R. palazzo delle scienze e belle arti (in Italian). Milano: per G.B. Bianchi e C.